# Blanca Peak
Blanca Peak je nejvyšší hora pohoří Sangre de Cristo Mountains
a čtvrtá nejvyšší hora Skalnatých hor. Blanca Peak leží na jihu Colorada, v Castilla County, Huerfano County a Alamosa County, ve střední části Spojených státu amerických. Je součástí masivu Blanca Peaks. Blanca Peak je devatenáctou nejvyšší horou Spojených států a třicátou třetí nejvyšší horou Severní Ameriky. Je nejvyšší východně ležící horou Spojených států.

## Geografie a geologie
Hora tvoří dominantu svému okolí. Vystupuje z jihozápadně ležící údolí San Luis Valley. Přibližně 20 km severozápadně leží coloradský Národní park Great Sand Dunes. Blanca Peak je tvořena žulou, pravděpodobně prekambrického stáří. To ji také odlišuje od okolních pohoří a hor, které jsou výrazně geologicky mladší.